# Campionat Sud-americà de futbol de 1946

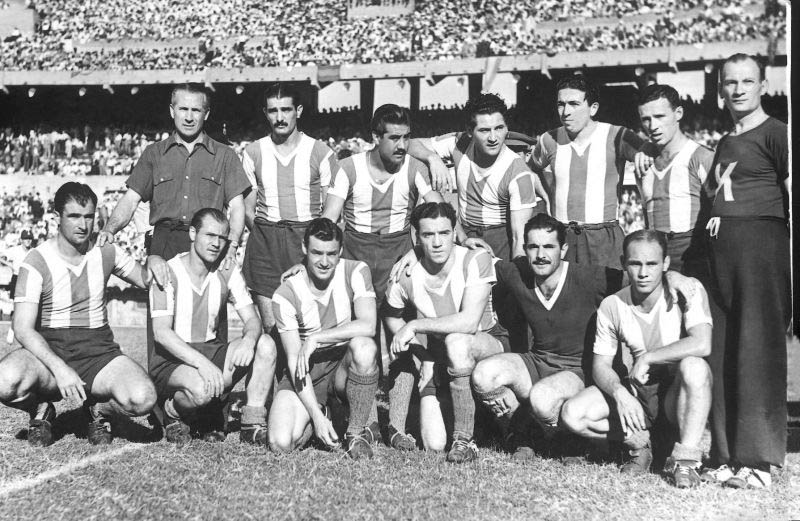
Equip de l'Argentina derrotà el Brasil 2-0 a la final.

La dinovena edició del Campionat sud-americà de futbol se celebrà a Buenos Aires, Argentina del 12 de gener al 10 de febrer de 1946.
Aquest torneig fou una edició extra, sense trofeu atorgat al campió, però considerat oficial per la CONMEBOL.
Els equips participants foren Argentina, Brasil, Bolívia, Xile, Paraguai, i Uruguai. Colòmbia, Equador, i Perú no hi prengueren part.

## Estadis
| Buenos Aires       | Buenos Aires               | Avellaneda            |
| ------------------ | -------------------------- | --------------------- |
| Estadio Monumental | Estadio Gasómetro de Boedo | Estadio Independiente |
| Capacitat: 67.664  | Capacitat: 75.000          | Capacitat: 57.858     |
|                    |                            |                       |

## Ronda final
Cada país s'enfrontà a cadascun de la resta de participants. Dos (2) punts s'atorgaren per victòria, un (1) punt per empat i zero (0) punts per derrota.
| Equip     | PJ | PG | PE | PP | GF | GC | DG  | Pts |
| --------- | -- | -- | -- | -- | -- | -- | --- | --- |
| Argentina | 5  | 5  | 0  | 0  | 17 | 3  | +14 | 10  |
| Brasil    | 5  | 3  | 1  | 1  | 13 | 7  | +6  | 7   |
| Paraguai  | 5  | 2  | 1  | 2  | 8  | 8  | 0   | 5   |
| Uruguai   | 5  | 2  | 0  | 3  | 11 | 9  | +2  | 4   |
| Xile      | 5  | 2  | 0  | 3  | 8  | 11 | −3  | 4   |
| Bolívia   | 5  | 0  | 0  | 5  | 4  | 23 | −19 | 0   |

| Argentina                   | 2–0 | Paraguai |
| --------------------------- | --- | -------- |
| De la Mata 6' · Martino 43' |     |          |

| Brasil                        | 3–0 | Bolívia |
| ----------------------------- | --- | ------- |
| Heleno 47', 78' · Zizinho 65' |     |         |

| Uruguai    | 1–0 | Xile |
| ---------- | --- | ---- |
| Medina 34' |     |      |

| Xile                      | 2–1 | Paraguai  |
| ------------------------- | --- | --------- |
| Araya 48' · Cremaschi 68' |     | Rolón 14' |

| Argentina                                                           | 7–1 | Bolívia    |
| ------------------------------------------------------------------- | --- | ---------- |
| Labruna 34', 89' · Méndez 39', 60' · Salvini 75', 84' · Loustau 79' |     | Peredo 67' |

| Brasil                                | 4–3 | Uruguai                       |
| ------------------------------------- | --- | ----------------------------- |
| Jair 1', 16' · Heleno 39' · Chico 44' |     | Medina 25', 70' · Vázquez 37' |

| Paraguai                                            | 4–2 | Bolívia                           |
| --------------------------------------------------- | --- | --------------------------------- |
| Genés 30' · Benítez Cáceres 44' · Villalba 67', 88' |     | Coronel 20' (p.p.) · González 42' |

| Argentina                        | 3–1 | Xile          |
| -------------------------------- | --- | ------------- |
| Labruna 39', 60' · Pedernera 65' |     | Alcántara 85' |

| Uruguai                               | 5–0 | Bolívia |
| ------------------------------------- | --- | ------- |
| Medina 1', 25', 30', 78' · García 75' |     |         |

| Brasil      | 1–1 | Paraguai     |
| ----------- | --- | ------------ |
| Norival 63' |     | Villalba 31' |

| Argentina                               | 3–1 | Uruguai      |
| --------------------------------------- | --- | ------------ |
| Pedernera 8' · Labruna 46' · Méndez 72' |     | Riephoff 59' |

| Brasil                                | 5–1 | Xile               |
| ------------------------------------- | --- | ------------------ |
| Zizinho 4', 41', 46', 71' · Chico 89' |     | Salfate 84' (pen.) |

| Xile                               | 4–1 | Bolívia    |
| ---------------------------------- | --- | ---------- |
| Araya 9', 39' · Cremaschi 49', 78' |     | Peredo 50' |

| Paraguai                     | 2–1 | Uruguai        |
| ---------------------------- | --- | -------------- |
| Villalba 37' · Rodríguez 75' |     | Schiaffino 57' |

| Argentina       | 2–0 | Brasil |
| --------------- | --- | ------ |
| Méndez 14', 20' |     |        |

## Resultat
| Campionat Sud-americà 1946 |
| -------------------------- |
|                            |
| Argentina Vuitè títol      |

## Golejadors
7 gols
- José María Medina

5 gols
- Ángel Labruna
- Norberto Doroteo Méndez
- Zizinho

4 gols
- Juan Bautista Villalba

3 gols
- Heleno de Freitas
- Jorge Araya
- Atilio Cremaschi

2 gols
- Adolfo Pedernera
- Juan Carlos Salvini
- Miguel Peredo
- Chico
- Jair Rosa Pinto

1 gol
- Vicente De la Mata
- Félix Loustau
- Rinaldo Martino
- Zenón González
- Norival Pereira Da Silva
- Juan Alcántara
- Santiago Salfate
- Delfín Benítez Cáceres
- Alejandrino Genés
- Albino Rodríguez
- Porfirio Rolón
- José García
- José Antonio Vázquez
- Juan Pedro Riephoff
- Raúl Schiaffino

Pròpia porta
- Juan Bautista Coronel (per Bolívia)